# Pierre Bleuler
Pour les articles homonymes, voir Bleuler.
Pierre Bleuler (né le 26 avril 1929 à Saint-Lary dans les Hautes-Pyrénées et mort le 1er août 2002 à Toulouse) est un homme politique français, médecin de profession, député de la Ve République.

## Mandats
- Conseiller municipal de Lannemezan : 1965 à 1977
- Conseiller général de Lannemezan : 1977 à 2001
- Maire de Lannemezan : 1977 à 2001
- Député Union pour la démocratie française des Hautes-Pyrénées du 16 mars 1986 au 14 mai 1988